# المسافة الصفر
المسافة الصفر برنامج وثائقي يعرض على قناة الجزيرة، مدة عرضه عادة 50 دقيقة، يستعرض القضايا الشائكة في العالم، تقدمه سلام هنداوي من خلال تواجدها على مقربة من الشخصيات والأحداث بهدف إعطاء إجابات حول إشكاليات معينة. الحلقة الأولى كانت بعنوان «بين المقاتلين في سوريا» 8/11/2016.

## وصلات خارجية
- صفحة البرنامج الرسمية على موقع الجزيرة